# Marijam Agischewa
Marijam Agischewa (eigentlich Melan Schwarz; * 22. Dezember 1958 in Hangzhou, China) ist eine österreichische Schauspielerin und Synchronsprecherin.

## Leben

### Herkunft
Sie ist die Tochter des 1938 von Österreich nach Shanghai geflohenen Ernst Schwarz aus dessen Ehe mit der Tatarin Amina Agischewa und wurde 1958 in der Volksrepublik China geboren. Mit zwei Jahren kam sie in die DDR und verbrachte ihre Jugend in Ost-Berlin, wo ihr Vater einen Lehrauftrag für Sinologie an der Humboldt-Universität angenommen hatte.

### Karriere
Als 16-Jährige wurde Agischewa 1975 von einem DEFA-Team um Regisseur Wolfgang Hübner für die Hauptrolle der Ilona Wille in dem Fernsehfilm Geschwister gecastet. Später studierte Agischewa an der Schauspielschule Ernst Busch in Ost-Berlin. 1980 wurde sie für ihre Hauptrolle in Marta, Marta mit dem Filmpreis des Jugendmagazins Neues Leben ausgezeichnet und zur beliebtesten Schauspielerin der DDR gewählt. Die Rolle der Krankenschwester Marta übernahm sie im Jahr 1986 für Episodenfilm Weihnachtsgeschichten erneut. 1982 spielte sie in der Episode Arzt in Uniform der Arztserie Berühmte Ärzte der Charité über die Ärzte Theodor Brugsch und Georg Friedrich Nicolai. Populär wurde Agischewa als Serientochter Brigitte Neumann an der Seite von Herbert Köfer und Irma Münch in der Fernsehserie Familie Neumann (1984) und deren Fortsetzung Neumanns Geschichten (1986). 1986 übernahm sie in der achtteiligen Fernsehserie Treffpunkt Flughafen als Stewardess Viola Vallentin eine der durchgehenden Rollen.
Im Jahr 1989, nur wenige Monate vor der politischen Wende, kehrte sie von einem staatlich genehmigten Aufenthalt in den USA für einen Familienbesuch nicht mehr in die DDR zurück und ging nach West-Berlin.
Seit der Wiedervereinigung wirkte Agischewa in zahlreichen Spielfilmen und Fernsehserien- und reihen. Eine durchgehende Serienhauptrolle übernahm sie 1991 als Helga in der zehnteiligen Kinder- und Jugendserie Viel Rummel um den Skooter. In der Arzt- und Familienserie Freunde fürs Leben spielte sie von 1994 bis 1999 die Rolle der Ruth Sommer. Dem gesamtdeutschen Publikum wurde sie vor allem durch ihre Rolle der Schwester Katja Franke in der Arztserie Dr. Sommerfeld – Neues vom Bülowbogen, die sie von 1998 bis 2004 verkörperte, bekannt. Von 2008 bis 2009 war sie als Judith Wegner in der ZDF-Telenovela Wege zum Glück zu sehen. Seit Januar 2015 (Folge 1) ist Agischewa als Ärztliche Direktorin Prof. Dr. Karin Patzelt in der ARD-Serie In aller Freundschaft – Die jungen Ärzte zu sehen.
Gastrollen hatte sie unter anderem in den Serienformaten Praxis Bülowbogen, Derrick, Wolffs Revier, Wie Pech und Schwefel, Die Drei, Die Geliebte, Tatort, Das Traumschiff und Die Spezialisten – Im Namen der Opfer.
Agischewa betätigt sich auch als Synchronsprecherin in verschiedenen Filmen und Serien. Für die Zeichentrickserie Käpt’n Balu und seine tollkühne Crew sprach sie in der deutschen Synchronisation die alleinerziehende Bärin Rebecca „Becky“ Cunningham, die im Original von Sally Struthers gesprochen wurde. Seit 2006 arbeitet sie nebenberuflich als selbstständige Heilpraktikerin für Psychotherapie in Berlin.

### Privates
Agischewa lebt in Berlin.
Aus ihrer ersten Ehe mit dem Schauspieler Wolfgang Häntsch stammt ihre Tochter Olivia (* 1987). Seit 1995 ist Agischewa in zweiter Ehe mit Georg Alexander, dem ehemaligen Chef der ZDF-Spielfilmabteilung, verheiratet.

## Filmografie

### Spielfilme
- 1975: Geschwister
- 1978: Sonnig – aber Frosteinbrüche
- 1979: Marta, Marta
- 1981: Kippenberg
- 1981: Morgen werde ich einen Sombrero tragen
- 1981: Der Leutnant Yorck von Wartenburg
- 1983: Im Spiegel
- 1983: Die Schöne und das Tier
- 1983: Ich, der Vater
- 1983: Alfons Köhler
- 1984: Paulines zweites Leben
- 1984: Klassenkameraden
- 1985: Aussenseiter
- 1986: Das wirkliche Blau
- 1986: Weihnachtsgeschichten
- 1986: Johann Strauß – Der König ohne Krone
- 1990: Ewald – Rund um die Uhr
- 1994: Der Blaue
- 1994: Matchball
- 1995: Ach, du Fröhliche
- 1995: Novalis – Die blaue Blume
- 1997: Appartement für einen Selbstmörder
- 1997: Heiß und kalt
- 1998: Die Friseuse und der Millionär
- 1998: Der Mörder in meinem Haus
- 1999: In weiter Ferne, so nah
- 2002: Ein Liebhaber zu viel ist noch zu wenig
- 2006: Der See der Träume
- 2006: Eine Liebe in Königsberg
- 2011: Im Fluss des Lebens
- 2012: Babuschka (Kurzfilm)
- 2019: Ganz in Weiß
- 2021: Adventskind

### Fernsehserien und -reihen
- 1979: Schauspielereien (Folge: Frauengeschichten)
- 1981: Polizeiruf 110: Harmloser Anfang
- 1982: Berühmte Ärzte der Charité: Arzt in Uniform
- 1982: Der Staatsanwalt hat das Wort: Ich bin Joop van der Dalen
- 1983: Polizeiruf 110: Auskünfte in Blindenschrift
- 1984: Front ohne Gnade (3 Folgen)
- 1984: Der Staatsanwalt hat das Wort – Wer bist du
- 1984: Familie Neumann (4 Folgen)
- 1984: Polizeiruf 110: Draußen am See
- 1986: Treffpunkt Flughafen (8 Folgen)
- 1986: Neumanns Geschichten (4 Folgen)
- 1987: Der Staatsanwalt hat das Wort – Unbefleckte Empfängnis
- 1990: Flugstaffel Meinecke (2 Folgen)
- 1991: Viel Rummel um den Skooter (9 Folgen)
- 1991: Die Männer vom K3 (Folge: Der Vollmondmörder)
- 1991: Praxis Bülowbogen (Folge: Ohne Worte)
- 1992: Derrick (Folge: Die Frau des Mörders)
- 1992: Großstadtrevier (Folge: Tür an Tür)
- 1993: SOKO München (Folge: Damenwahl)
- 1993–2003: Wolffs Revier (2 Folgen, verschiedene Rollen)
- 1994–1999: Freunde fürs Leben (32 Folgen)
- 1994: Matchball (Folge: Doping)
- 1994: Wie Pech und Schwefel (Folge: Dessous)
- 1994: Hecht & Haie (Folge: Herzstiche)
- 1994: Zwei alte Hasen (Folge: Wie gewonnen – so zerronnen)
- 1995: Air Albatros (3 Folgen)
- 1995: Rosamunde Pilcher – Wolken am Horizont
- 1996: Tatort: Die Reise in den Tod
- 1996: Die Kommissarin (Folge: Banküberfall)
- 1996: Die Drei (Folge: Jetzt oder nie!)
- 1996–1998: Die Geliebte (Fernsehserie)
- 1997: Nikola (Folge: Die Unzertrennlichen)
- 1998–2004: Dr. Sommerfeld – Neues vom Bülowbogen (68 Folgen)
- 1998: Stubbe – Von Fall zu Fall: Stubbe und das fremde Mädchen
- 2002–2007: Der Alte (2 Folgen, verschiedene Rollen)
- 2002: Tatort: Rückspiel
- 2003: Ein Fall für zwei (Folge: Was zu beweisen war)
- 2003–2012: In aller Freundschaft (3 Folgen, verschiedene Rollen)
- 2004: Hallo Robbie! (Folge: Strandläufer)
- 2004: Polizeiruf 110: Ein Bild von einem Mörder
- 2005: Das Traumschiff – Vancouver
- 2005: Der Bulle von Tölz: Liebesleid
- 2005: Edel & Starck (Folge: Hahnenkampf)
- 2006: Das Traumhotel – Indien
- 2006: Rosamunde Pilcher – Und plötzlich war es Liebe
- 2008: Pfarrer Braun: Die Gärten des Rabbiners
- 2008–2009: Wege zum Glück (80 Folgen)
- 2009: Sturm der Liebe (11 Folgen)
- 2010: Inga Lindström: Mein falscher Verlobter
- 2010: Tatort: Der Fluch der Mumie
- 2012: Rosamunde Pilcher – In der Mitte eines Lebens
- 2013: Inga Lindström – Wer, wenn nicht Du
- 2013: SOKO Leipzig (Folge: Shopping)
- 2014: Die Familiendetektivin (Folge: Mütter)
- 2014: Schmidt – Chaos auf Rezept (Folge: Liebe zu Dritt)
- seit 2015: In aller Freundschaft – Die jungen Ärzte (Hauptrolle als Prof. Dr. Karin Patzelt)
- 2015, 2018, 2021, 2024: In aller Freundschaft (5 Folgen, als Prof. Dr. Karin Patzelt)
- 2016: Akte Ex (Folge: Zieht Euch aus)
- 2019: Die Spezialisten – Im Namen der Opfer (Folge: Der Bankier)

## Zitat
„Was nützt einem aller Erfolg, wenn man das Gefühl hat, künstlerisch stehenzubleiben. Ich habe drüben in rund 40 Produktionen mitgespielt. Je kritischer die politische Situation wurde, desto weiter entfernten sich die Filme von der Wirklichkeit. Da hat mir das Drehen keinen Spaß mehr gemacht.“